# Ligne du Monastier à La Bastide-Saint-Laurent-les-Bains
La ligne du Monastier à La Bastide-Saint-Laurent-les-Bains est une ligne de chemin de fer française à écartement standard et à voie unique non électrifiée qui relie la gare du Monastier sur la ligne de Béziers à Neussargues à celle de la Bastide - Saint-Laurent-les-Bains sur la ligne de Saint-Germain-des-Fossés à Nîmes-Courbessac. Elle dessert Mende, préfecture de la Lozère. Elle est parfois surnommée Translozérien.
Elle constitue la ligne 723 000 du réseau ferré national.
Il s'agit de la ligne non électrifiée la plus haute de ce réseau puisqu'elle atteint l'altitude de 1 215 m sur la plaine de Montbel, à hauteur de la halte de Larzalier (commune d'Allenc). La traversée des hauts plateaux qui délimitent la ligne de partage des eaux entre l'Atlantique et la Méditerranée, entre la Margeride et le Mont Lozère, lui a valu le surnom de « ligne du toit de la France ». D'importants travaux de rénovation de la voie entre La Bastide et Belvezet ont eu lieu durant l'été 2010. Néanmoins, la section Mende-La Bastide Saint Laurent est interdite aux trains de marchandises sauf avis spécial.

## Historique

### Section du Monastier à Mende

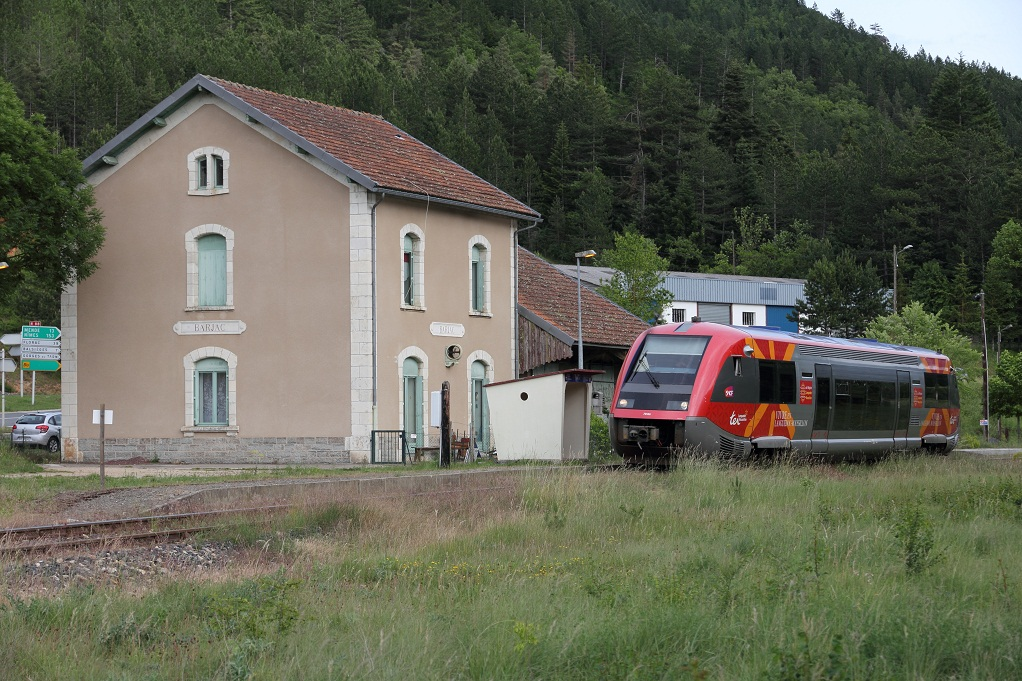
La gare de Barjac située entre la gare du Monastier et Mende.

La ligne du Monastier à Mende est concédée à la Compagnie des chemins de fer du Midi et du Canal latéral à la Garonne par une convention signée entre le ministre de l'Agriculture, du Commerce et des Travaux publics et la compagnie le 10 août 1868. La convention est approuvée par un décret impérial à la même date.
Les travaux furent engagés au printemps de 1875. Ils furent marqués par les difficultés de creusement des souterrains de Bec-de-Jeu, de La Farelle et de La Rouvière.

### Section de Mende à La Bastide
C'est le 25 août 1873, que le Conseil Général de la Lozère fixa comme priorité l'étude d'un chemin de fer de Mende à La Bastide. La déclaration d'utilité publique d'une ligne « de Mende au Puy » ne fut cependant votée que le 10 mars 1879, et la loi signée le 24 mars 1879. Quatre tracés seront étudiés, celui retenu devant faire 40 km. Estimés à 20 millions de francs, les travaux avaient débuté dès 1881. La section de « Mende à la ligne d'Alais à Brioude » est concédée à titre définitif à la Compagnie des chemins de fer du Midi et du Canal latéral à la Garonne par une convention signée entre le ministre des Travaux publics et la compagnie le 9 juin 1883. Cette convention est approuvée par une loi le 20 novembre suivant.
En 1888, un projet de modification du tracé, le portant à 44,7 km, devait réduire le budget à 11,650 millions de francs. En 1892, une nouvelle étude porta le tracé à 47,19 km et coûta 9,3 millions de francs. Le tracé définitif ne fut adopté qu'en mars 1895. L'inauguration officielle fut conduite le 6 octobre 1902.

## Vitesses limites
Vitesses limites de la ligne en 2012 pour les AGC, dans le sens impair :
| De (PK)                       | À (PK)                                          | Limite (km/h) |
| ----------------------------- | ----------------------------------------------- | ------------- |
| Le Monastier (PK 615,2)       | Mende (PK 644,7)                                | 60            |
| Mende (PK 644,7)              | Bagnols - Chadenet (PK 658,9)                   | 40            |
| Bagnols - Chadenet (PK 658,9) | Lazarlier (PK 669,8)                            | 50            |
| Lazarlier (PK 669,8)          | PK 676,5                                        | 70            |
| PK 676,5                      | La Bastide - Saint-Laurent-les-Bains (PK 692,5) | 55            |

## Équipement
La ligne est à voie unique et non électrifiée. Elle est équipée d'une signalisation simplifiée (c'est donc une VUSS) et du cantonnement téléphonique (CT) assisté par informatique (CAPI).

## Ouvrages d'art
Le principal ouvrage d'art de la ligne est le viaduc de Mirandol, en fait deux viaducs de 168 m puis 62 m à peine séparés par un éperon rocheux. Compte-tenu de l'altitude et des vents hivernaux, elle compte plusieurs galeries pare-congère entre Allenc et Chasseradès.